# Wysin (gromada)
Wysin – dawna gromada, czyli najmniejsza jednostka podziału terytorialnego Polskiej Rzeczypospolitej Ludowej w latach 1954–1972.
Gromady, z gromadzkimi radami narodowymi (GRN) jako organami władzy najniższego stopnia na wsi, funkcjonowały od reformy reorganizującej administrację wiejską przeprowadzonej jesienią 1954 do momentu ich zniesienia z dniem 1 stycznia 1973, tym samym wypierając organizację gminną w latach 1954–1972.
Gromadę Wysin z siedzibą GRN w Wysinie utworzono – jako jedną z 8759 gromad na obszarze Polski – w powiecie kościerskim w woj. gdańskim na mocy uchwały nr 18/III/54 WRN w Gdańsku z dnia 5 października 1954. W skład jednostki wszedł obszar dotychczasowej gromady Szatarpy ze zniesionej gminy Nowa Karczma, obszar dotychczasowej gromady Wysin oraz osada Stary Wiec z dotychczasowej gromady Głodowo ze zniesionej gminy Liniewo, a także osada Rymanowiec z dotychczasowej gromady Nowy Wiec ze zniesionej gminy Skarszewy – w tymże powiecie. Dla gromady ustalono 14 członków gromadzkiej rady narodowej.
1 stycznia 1960 do gromady Wysin włączono miejscowości Nowy Wiec i Szczodrowski Młyn ze zniesionej gromady Szczodrowo w tymże powiecie.
1 stycznia 1962 gromadę zniesiono, a jej obszar włączono do gromad: Skarszewy (miejscowości Nowy Wiec i Szczodrowski Młyn), Nowa Karczma (miejscowości Szatarpy i Guzy) i Liniewo (miejscowości Wysin, Stary Wiec, Głęboczek, Górny Wiec, Bralewo i Chrósty) w tymże powiecie.